# Cruz de los Palmeros de Chacao
La Cruz de los Palmeros de Chacao es una cruz latina ubicada en el Peñón Diamante, 65 metros a la derecha del Pico Oriental de la Silla de Caracas, en el Parque nacional El Ávila, Venezuela. Fue erigida el 1 de julio de 1962, y está asociada a la tradición de los Palmeros de Chacao.
La propuesta de colocar un monumento en honor a tan antigua práctica, que data de 1770, provino de Dimas Reyes y Jesús María Gil, miembros de la Asociación de la Santa Cruz de El Pedregal, apoyados por Alejandro Farfán y por Sabas Nieves, guardaparque de El Ávila. Una vez aprobada, se llevó a cabo la tarea de trasladar cuesta arriba los laminados de aluminio con que se ensamblaría la cruz, más un grupo de bombonas de gas, sopletes y otras herramientas e ingredientes para soldar las distintas partes. Así mismo, se escogió al Peñón Diamante (2.575 m s. n. m.) como sitio de su instalación debido a su constitución a base de granito, que adquiría un notorio brillo al recibir la luz solar —de ahí su nombre—. 
La cruz mide 3,30 metros de alto por 2,16 de ancho, y puede ser vista desde Caracas especialmente al atardecer. En su base se colocó además la inscripción que conmemora la erección del monumento:
LOS PALMEROS DE CHACAO

CON LA TRADICION DE:

DIMAS REYES

JESUS Ma. GIL              1-7-62

En 1997 la cruz sufrió un grave vandalismo y fue técnicamente destruida. Sin embargo, el 2 de noviembre de ese año fue reemplazada por los Palmeros por otra con los mismos materiales y las mismas medidas, contando así mismo con la bendición del Presbítero Juan Carlos Silva. 
Es una de las cruces monumentales que se halla en dicho parque nacional, la otra siendo la Cruz del Ávila, que forma parte de las celebraciones navideñas venezolanas.